# رد القوزاق الزاباروجيين
رد القوزاق الزاباروجيين إلى سلطان الدولة العثمانية محمد الرابع، التي تعرف أيضا باسم قوزاق سابوروغ الذين يعملون على صياغة البيان (بالروسية: Запорожцы пишут письмо турецкому султану)، هي لوحة للرسام الروسي الفنان إيليا ريبين. إن القماش البالغ طوله 2.03م (6  قدم و8 بوصات) في 3.58م (11 قدم و9 بوصات) بدأ العمل عليه عام 1880 وانتهى عام 1891. سجل ريبين سنوات العمل على طول الحافة السفلية من اللوحة. اشترى ألكسندر الثالث اللوحة مقابل 35 ألف روبل، الوقت وهو أكبر مبلغ تم دفعه مقابل لوحة روسية على الإطلاق. منذ ذلك الحين، تم عرض اللوحة في متحف الدولة الروسية في سانت بطرسبرغ.

## سياق الكلام
يصور رد القوزاق الزاباروجيين لوحة افتراضية تاريخية، تم تعيينها في عام 1676، استنادًا إلى أسطورة إرسال القوزاق ردًا مهينًا على إنذار سلطان الدولة العثمانية محمد الرابع. الجواب الأصلي، إن وجد، لم ينج؛ ومع ذلك، وفي سبعينيات القرن التاسع عشر، وجد عالم إثنوغرافيا هواي من يكاترينوسلاف (اليوم دنيبرو)، هو يا نوفيتسكي، نسخةً صنعت في القرن الثامن عشر. أعطاها للمؤرخ دميترو يافورنيتسكي (1855–1940)، الذي قرأها بالصدفة لضيوفه، ومن بينهم الرسام إيليا ريبين. أصبح ريبين فضوليًا بشأن القصة وفي عام 1880 بدأ دراسته حول الموضوع.[بحاجة لمصدر] وفقًا للقصة، هزم قوزاق زاباروجيا (من «ما وراء المنحدرات»، من الأوكرانية: za porohamy)، الذين يسكنون الأراضي حول نهر دنيبر السفلي في أوكرانيا، قوات الدولة العثمانية في معركة. ومع ذلك، طالب محمد أن يخضع القوزاق للحكم العثماني. رد القوزاق بقيادة إيفان سيركو بأسلوب غير معهود: لقد كتبوا رسالة مليئة بالشتائم والألفاظ النابية. تُظهر اللوحة متعة القوزاق في سعيهم للوصول إلى كثير من الابتذال الأساسي. خلال فترة ربين، تمتع القوزاق بتعاطف شعبي كبير. لقد أعجب بهم ريبين أيضًا: «كل ما كتبه غوغول عنهم صحيح! شعب مقدس! لا أحد في العالم يحمل هذه الحرية والمساواة والأخوة بعمق».

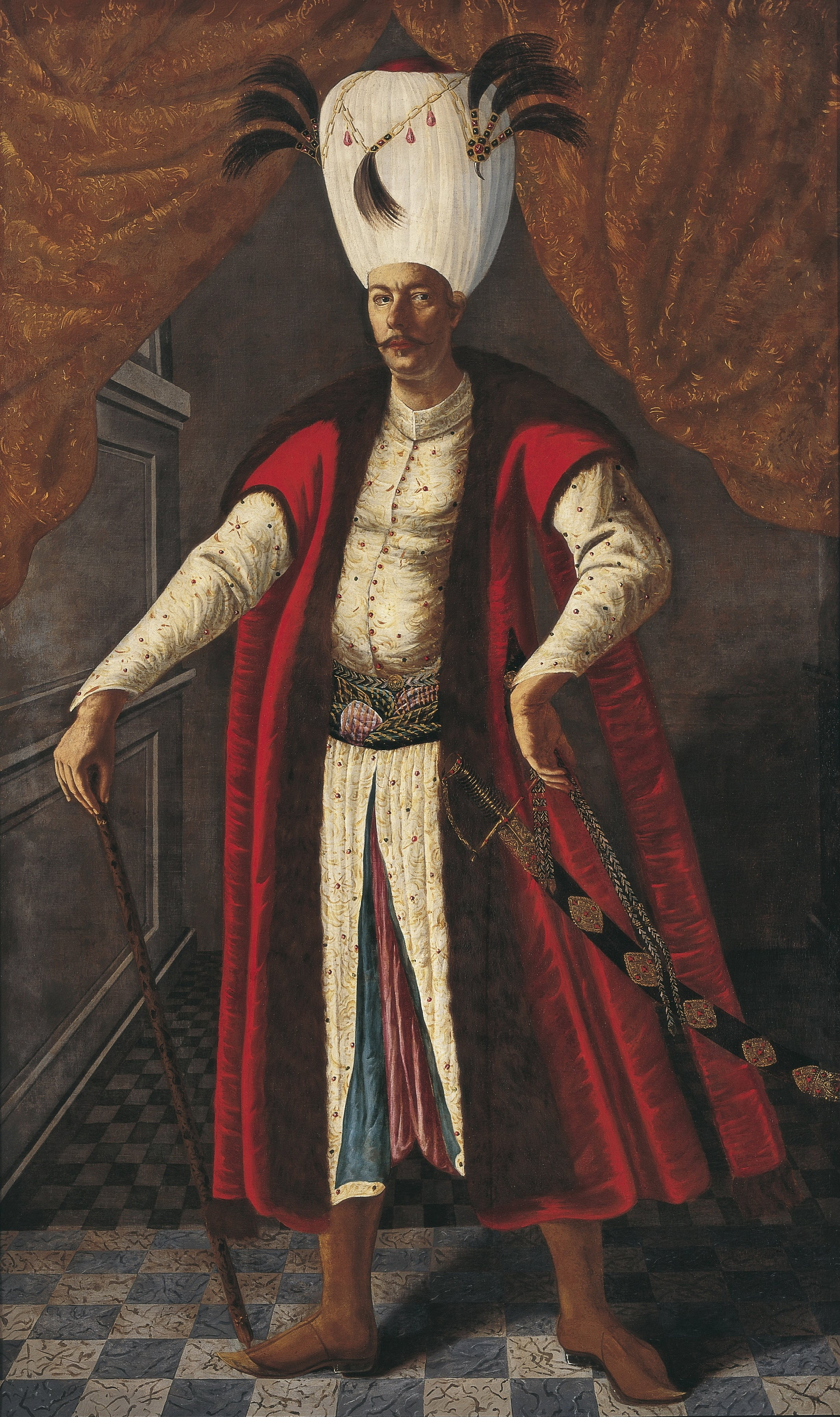
السلطان العثماني محمد الرابع 1648–1687

جاء رد القوزاق على أنه سيل من القوافي البذيئة والمبتذلة:
يا سلطان، الشيطان التركي وأهل الشيطان الملعون وأقاربه، سكرتير لوسيفر نفسه. ما هو الفارس الشيطاني الذي لا يستطيع أن يذبح القنفذ بمؤخرتك العارية؟  كل قذراة الشيطان أنت وجيشك. لا يجوز لك يا ابن عاهرة أن تجعل أبناء مسيحيين رعايا. لا نخاف من جيشكم. برًا وبحرًا نحاربك. اللعنة على والدتك.
أيها السكل البابلي، وصانع العجلات المقدوني، وصانع الجعة من القدس، وماعز الإسكندرية، وخنازير مصر الكبرى والصغرى، وخنزير أرمينيا، واللص البودولي، وكاتاميت طرطري، وجلاد كاميانيتس، وأحمق العالم والعالم السفلي، الأحمق أمام الله، وحفيد الأفعى، وكريك قضيبنا. خطم الخنزير، عجز الفَرَس، المسلخ الخسيس، وجبين غير متعمد. اللعنة على والدتك!

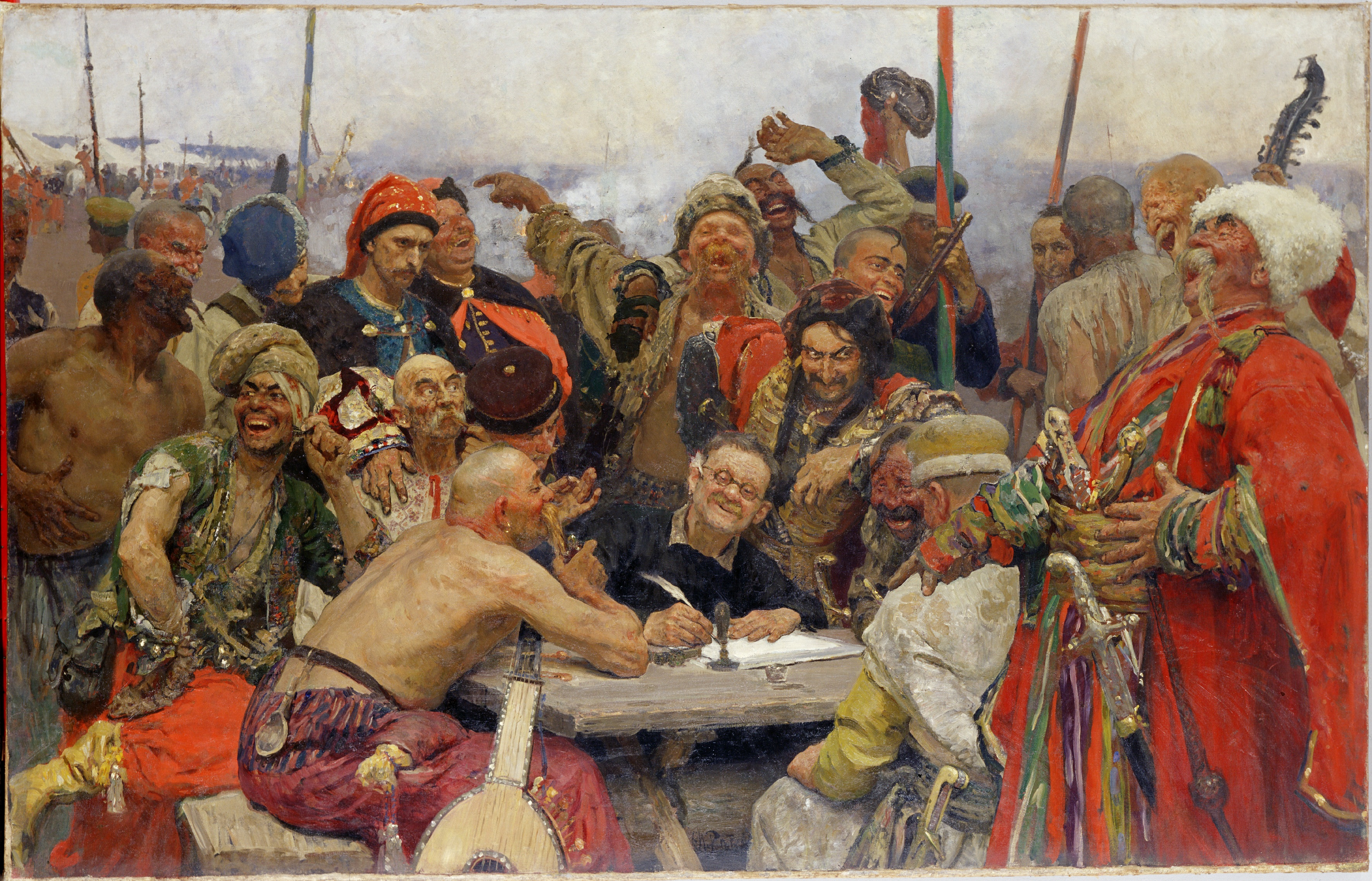
النسخة المخزنة في متحف خاركيف للفنون

في القرن التاسع عشر، كان القوزاق الزابوروجيين التاريخيين أحيانًا موضوع حكايات خلابة تظهر الإعجاب بحيويتهم البدائية وتجاهلهم المزدري للسلطة (في تناقض ملحوظ مع الرعايا الأكثر تحضرًا للدولة الروسية الاستبدادية). لا يُعرف ما إذا كان الحادث الذي تم تصويره قد حدث بالفعل أم أنه مجرد قصة أخرى من هذه الحكايات، ولكن لا يوجد دليل ملموس أو موثوق على حدوثه، مع أن السؤال لا يزال محل خلاف.
يصف تاراس بولبا وهي رواية رومانسية وتاريخية ألفها نيقولاي غوغول لعام 1842 الحادث بالمرور. ارتبط ريبين بسافا مامونتوف ودائرته الفنية وربما سمع القصة هناك؛ على أي حال، رسم ريبين رسوماته الأولى للوحة في منزل مامونتوف.
أثناء العمل على الإصدار الأصلي، بدأ ريبين في عام 1889 العمل على إصدار ثانٍ. بقي هذا العمل غير مكتمل. حاول الفنان جعل النسخة الثانية من القوزاق أكثر «أصالة تاريخيًا». وفي عام 1932 تم نقل العمل من قبل معرض تريتياكوف إلى متحف وسط سومتسوف خاركيف التاريخي. في عام 1935، تم نقله إلى متحف خاركيف للفنون، حيث يتم تخزينها الآن. هذه اللوحة أصغر قليلًا من النسخة الأصلية.
ساعد المؤرخ دميترو يافورنيتسكي ريبين في تصوير المشهد بشكل أصيل. قيل إن فلاديمير جيلياروفسكي، وهو صحفي مشهور من أصل قوزاقي جزئي، هو أحد العارضين الذين قدموا عرضوا أنفسهم لريبين. مع ذلك، تبين أن هذا الأمر غير صحيح.

## المراجع الثقافية

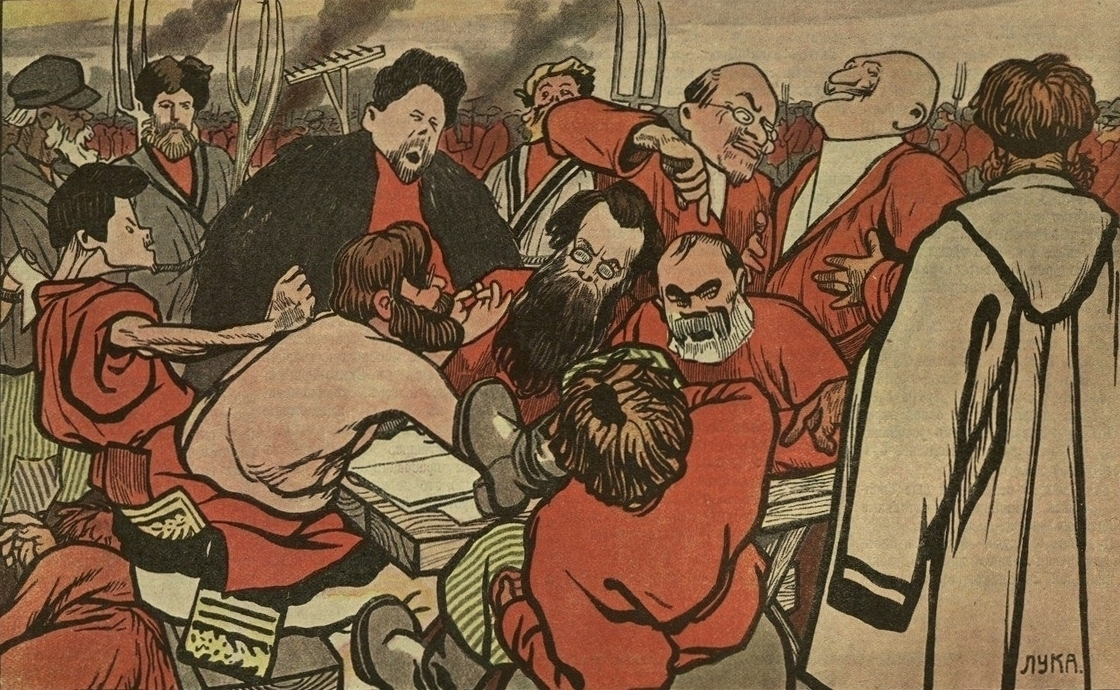
يقوم أعضاء مجلس الدوما عام 1907 بصياغة رد على ستوليبين

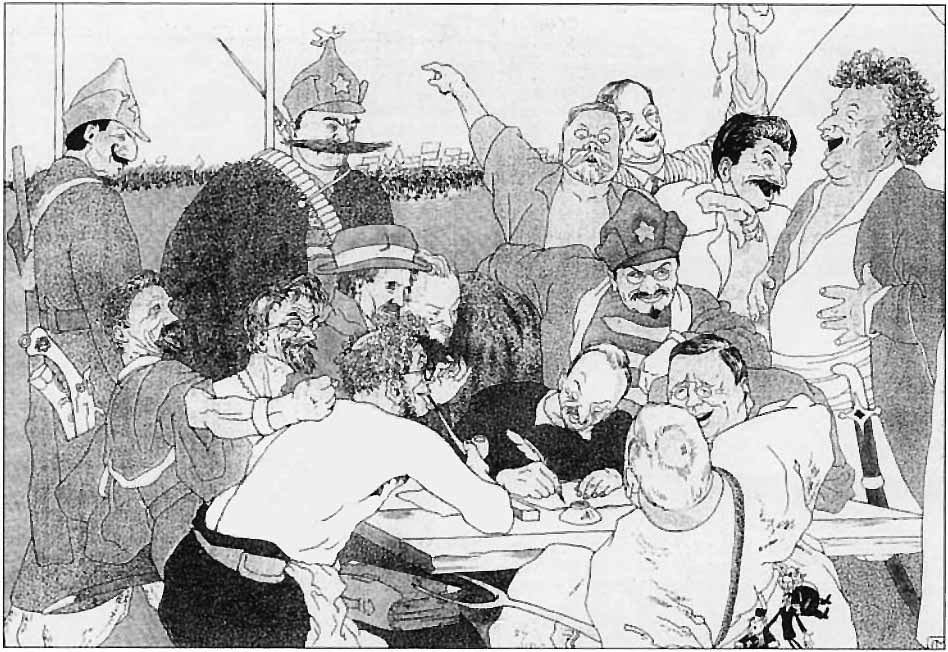
رسم كاريكاتوري ساخر من اللوحة الروسية لعام 1923 بعنوان "يكتب البلاشفة ردًا على الإنجليزي كرزون"